# Língua aka-bo
Aka-Bo ou Bo é uma língua extinta de Grande Andamão, oriunda da região norte. Ela era falada na costa central-leste da ilha de Andamão do Norte e na North Reef Island das Ilhas Andamão, na Índia.
A língua foi extinta em 26 de janeiro de 2010, quando a sua última falante, Boa Sr, faleceu com a idade aproximada de 85 anos.

## Numerais
Os numerais de 1 a 10 são os seguintes::
1. lĭdĭgĭ
2. wāsi
3. ēde
4. lūla
5. kumugyĭ
6. gĭlmugeri
7. djūmāsi
8. ungertōsi
9. ūnākēla
10. cārāli